# Концерт (захід)
Конце́рт (від лат. concerto — змагаюсь) — прилюдне виконання музичних творів, балетних, естрадних і т. ін. номерів за певною програмою.
Предками концерту можна вважати змагання у Стародавній Греції та Римі у художньо-виконавському мистецтві. У середні віки і до XVII–XVIII століття концерти були прерогативою аристократії і мали закриту форму, розраховану на невелике коло спеціально запрошених осіб. Вперше як відкрита форма суспільного музикування концерт був введений придворним музикантом Джоном Баністером у Лондоні 1672 року для міських слухачів за певну платню.
Протягом XVIII–XIX століть сформувалися три типи концертної діяльності. Одна з них пов'язана із виконанням серйозної музики, пізніше також літературними читаннями. Друга була пов'язана із виконанням концертних програм у драматичних театрах, коли після зіграної п'єси там ішов ще дивертисмент, у якому актори цього театру й запрошені з боку артисти показували концертні номери різних жанрів. І, нарешті, спочатку у Великій Британії, а пізніше у Франції концертні програми давалися також у салонах, пабах, мюзик-холах, кафе-концертах, розрахованих на невелику кількість відвідувачів.
У Великій радянській енциклопедії концерт визначався як 
| «публічний виступ артистів по певній, заздалегідь складеній програмі. Види концерту — музичний (симфонічний, камерний, фортепіанний, скрипковий й ін.), літературний (художнє читання), естрадний (легка вокальна й інструментальна музика, гумористичні розповіді, пародії, циркові номери тощо.)» |
У масовій культурі XX-XXI століть концерт перетворюється на видовищний захід, де кількість глядачів може сягати сотень тисяч осіб. Такі концерти проводяться на відкритому майданчику, де спеціально будують сцену обладнана світлом та звуковою апаратурою. На подіумі встановлюються великі екрани, на які транслюється збільшене зображення того, що відбувається на сцені.

## Наймасштабніший концерт всіх часів
До 2024 року наймасштабнішим концертом уважався концерт гурту The Rolling Stones, який відбувся у 2006 році на пляжі  Копакабана в Ріо-де-Жанейро і зібрав близько 1,5 мільйона глядачів. 
4 травня 2024 року Мадонна на тому ж пляжі Копакабана в Ріо-де-Жанейро зібрала 1,6 мільйона осіб (згідно з неофіційними даними, більше 4 мільйонів осіб), що робить цей концерт наймасштабнішим концертом усіх часів. Концерт відбувся в рамках її світового туру «The Celebration Tour», який приніс 225,4 мільйона доларів з 80 шоу. Мадонна стала першою артисткою у світі, яка зібрала понад 100 мільйонів доларів у шести різних турах.

## Наймасовіші концерти в історії музики
| №  | Концерт                                                           | Кількість глядачів                                | Країна, місце                        | Дата          |
| -- | ----------------------------------------------------------------- | ------------------------------------------------- | ------------------------------------ | ------------- |
| 1  | Концерт Рода Стюарта                                              | 4 млн                                             | Бразилія, Ріо-де-Жанейро, Копакабана | 31.12.1994    |
| 2  | Концерт Жан-Мішель Жарра — «Oxygen In Moscow»                     | 3,5 млн                                           | Росія, Москва, біля будинку МДУ      | 06.09.1997    |
| 3  | Концерт Жан-Мішель Жарра                                          | 2,5 млн                                           | Франція, Париж                       | 1991          |
| 4  | Концерт Мадонни в рамках її світового туру «The Celebration Tour» | понад 1,6 млн (за неофіційними даними — до 4 млн) | Бразилія, Ріо-де-Жанейро, Копакабана | 04.05.2024    |
| 5  | Концерт The Rolling Stones                                        | понад 1,5 млн                                     | Бразилія, Ріо-де-Жанейро, Копакабана | 18.02.2006    |
| 6  | Рок-фестиваль «Rock in Rio»                                       | 1,4 млн                                           | Бразилія, Ріо-де-Жанейро             | 11-20.01.1985 |
| 7  | Рок-фестиваль «Rock in Rio 3»                                     | 1,2 млн                                           | Бразилія, Ріо-де-Жанейро             | 2001          |
| 8  | Рок-фестиваль «Монстри Року»                                      | 800 тис. (за неофіційними даними — до 1,6 млн)    | СРСР, Москва                         | 28.09.1991    |
| 9  | Концерт Гарта Брукса                                              | 750 тис.                                          | США, Нью-Йорк                        | 07.08.1997    |
| 10 | Рок-фестиваль «Rock in Rio 2»                                     | 700 тис.                                          | Бразилія, Ріо-де-Жанейро             | 18-27.01.1991 |
| 11 | Рок-фестиваль «Рок над Волгою»                                    | 692 тис.                                          | Росія, Самарська область             | 08.06.2013    |
| 12 | Рок-фестиваль «US Festivals»                                      | 670 тис.                                          | США, Девор                           | 28-30.05.1983 |
| 13 | «Літній Джем-Сейшн»                                               | 600 тис.                                          | США, штат Нью-Йорк, Воткінс-Глен     | 28.07.1973    |
| 14 | Рок-фестиваль «Isle of Wight»                                     | 600 тис.                                          | Англія, Остров Вайт                  | 26-30.08.1970 |
| 15 | Рок-фестиваль «Вудсток»                                           | 500 тис.                                          | США, штат Нью-Йорк, Бетел            | 15-18.08.1969 |
| 16 | Концерт Simon and Garfunkel                                       | 500 тис.                                          | США, Нью-Йорк                        | 19.09.1981    |
| 17 | Концерт The Rolling Stones                                        | 500 тис.                                          | Куба, Гавана                         | 25.03.2016    |
| 18 | Концерт Tokio Hotel                                               | 500 тис.                                          | Франція, Париж                       | 14.04.2010    |
| 19 | Благодійний рок-концерт «Проти атипової пневмонії»                | 450 тис.                                          | Канада, Торонто                      | 30.07.2003    |
| 20 | Рок-фестиваль «Блокбастер»                                        | 385 тис.                                          | США, Форт-Верт                       | 21.06.1997    |
| 21 | Концерт Queen + Paul Rogers                                       | 350 тис.                                          | Україна, Харків                      | 12.09.2008    |
| 22 | Концерт Пола Маккартни                                            | 220 тис.                                          | Бразилія, Ріо-де-Жанейро, Маракана   | 20.04.1990    |
| 23 | Концерт Океан Ельзи                                               | 200 тис.                                          | Україна, Київ                        | 15.12.2013    |